# ホィートリッジ (コロラド州)
ホィートリッジ（Wheat Ridge）は、アメリカ合衆国コロラド州のジェファーソン郡にある都市。人口は3万2398人（2020年）。州都デンバーの西10キロメートルに位置している。

## 歴史
西部のゴールドラッシュが終息して定住の地を探していた人々が入植したのが歴史の始まりである。野菜や果物などの商品作物を生産する農業地域になった。カーネーションの栽培で有名だった。
第二次世界大戦後、住宅地の造成が盛んになり、農地は急速に姿を消した。ホィートリッジが法人化したのは1969年である。市の方針として緑豊かな街造りを推進しており、公園や緑地がふんだんにある都市を目標にしている。

## 交通
市内に鉄道はないが州間高速道路70号線が東西に通っており、通勤に利用されている。

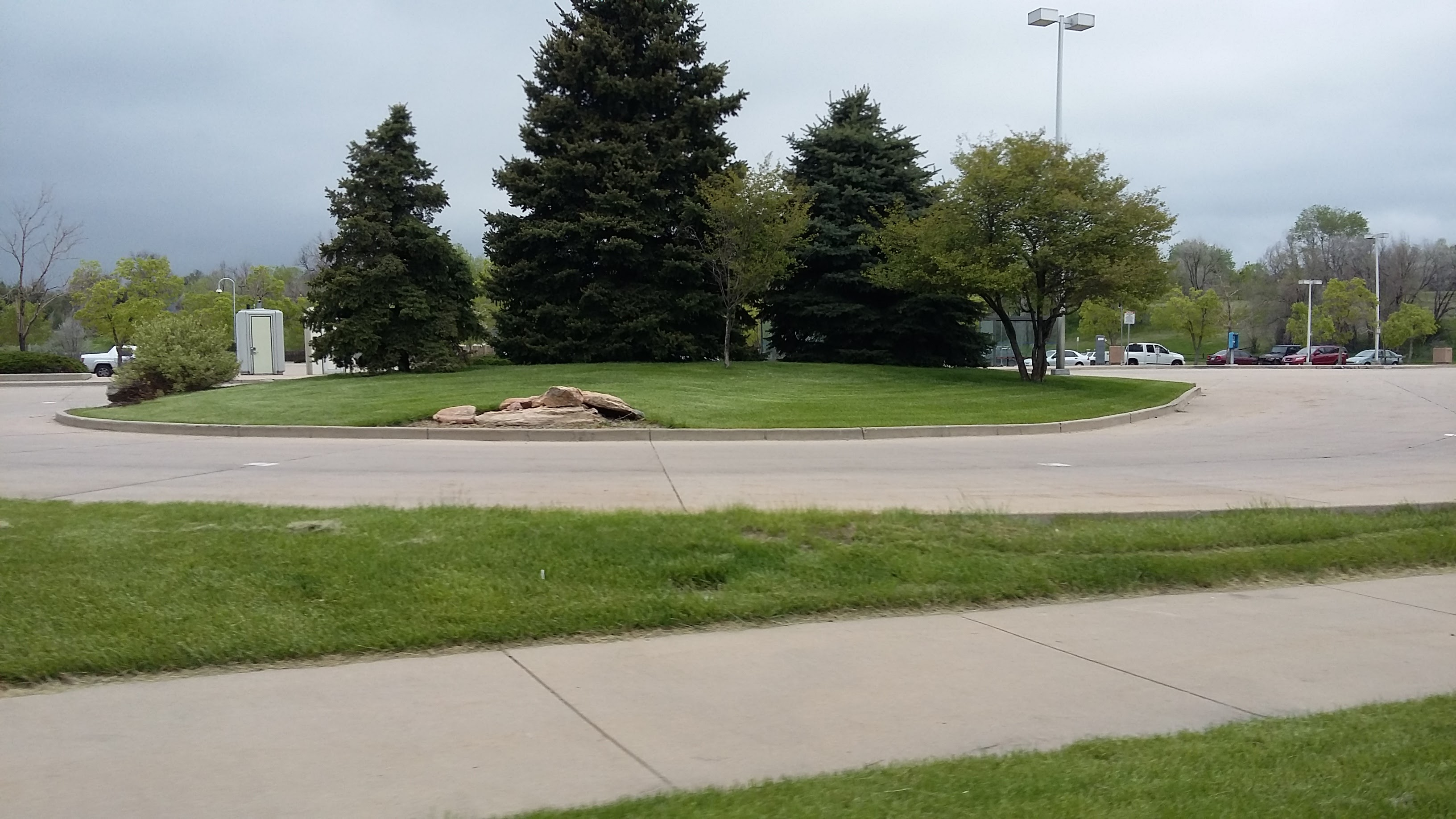
RTDバス ターミナル

## 関係者
- ジュリア・グリーリー：慈善家
- マーク・マランソン：野球選手